# Francesco Alberti di Poja
František Albert z Pojy (it. Francesco Alberti di Poja, 22. května 1610 Trident – 4. února 1689, tamtéž) byl katolický duchovní a tridentský biskup (1677–1689).

## Život
Narodil se 22. května. 29. května 1638 byl vysvěcen na kněze a 3. dubna 1677 se stal knížetem-biskupem v Tridentu.
Zemřel 4. února roku 1689.
| Předchůdce: Zikmund Alfons z Thunu | Znak z doby nástupu | 50. kníže-biskup tridentský 1677–1689 | Znak z doby konce vlády | Nástupce: Giuseppe Vittorio Alberti d'Enno |